# Iglesia de Santa María (Balaguer)
Santa María de Balaguer es la iglesia parroquial de la ciudad de Balaguer (Noguera) declarada bien cultural de interés nacional .

## Descripción
Sobre la ciudad de Balaguer y en una colina a la derecha del río Segre, se levanta la iglesia parroquial de Santa Maria, que da a la ciudad una silueta característica e inconfundible. Es un edificio de una sola nave muy amplia, con capillas laterales situadas entre los contrafuertes y con un ábside poligonal de siete caras. La cubierta de la nave y del ábside está hecha a base de bóvedas de ojiva estrelladas, que se apoyan, por medio de arcos torales, sobre columnas adosadas a la nave o sobre capiteles en el ábside. Cada uno de los tramos de la cubierta corresponde a dos capillas por lado, con la excepción del tramo del campanario, con bóveda de crucería . Tres de estas capillas sirven de vestíbulos a los tres portales que tiene la iglesia, una en el muro de poniente, y una a cada lado de la nave. El interior lo iluminan los cinco ventanales situados en el ábside y los cinco óculos de la nave central.
Es un edificio de formas sencillas y compactas, sobre todo en el exterior donde, aparte de los grandes contrafuertes, sólo sobresale la estructura del campanario . Éste es prismático, octogonal (con una escalera interior de caracol), está dividido en cuatro pisos por cornisas, y presenta un piso de ventanas con arco de medio punto en el cuarto nivel.
 

Todo el conjunto ha sido objeto de obras de consolidación, entre las que podemos destacar la reciente incorporación de estructuras metálicas para descargar el peso de las bóvedas. 

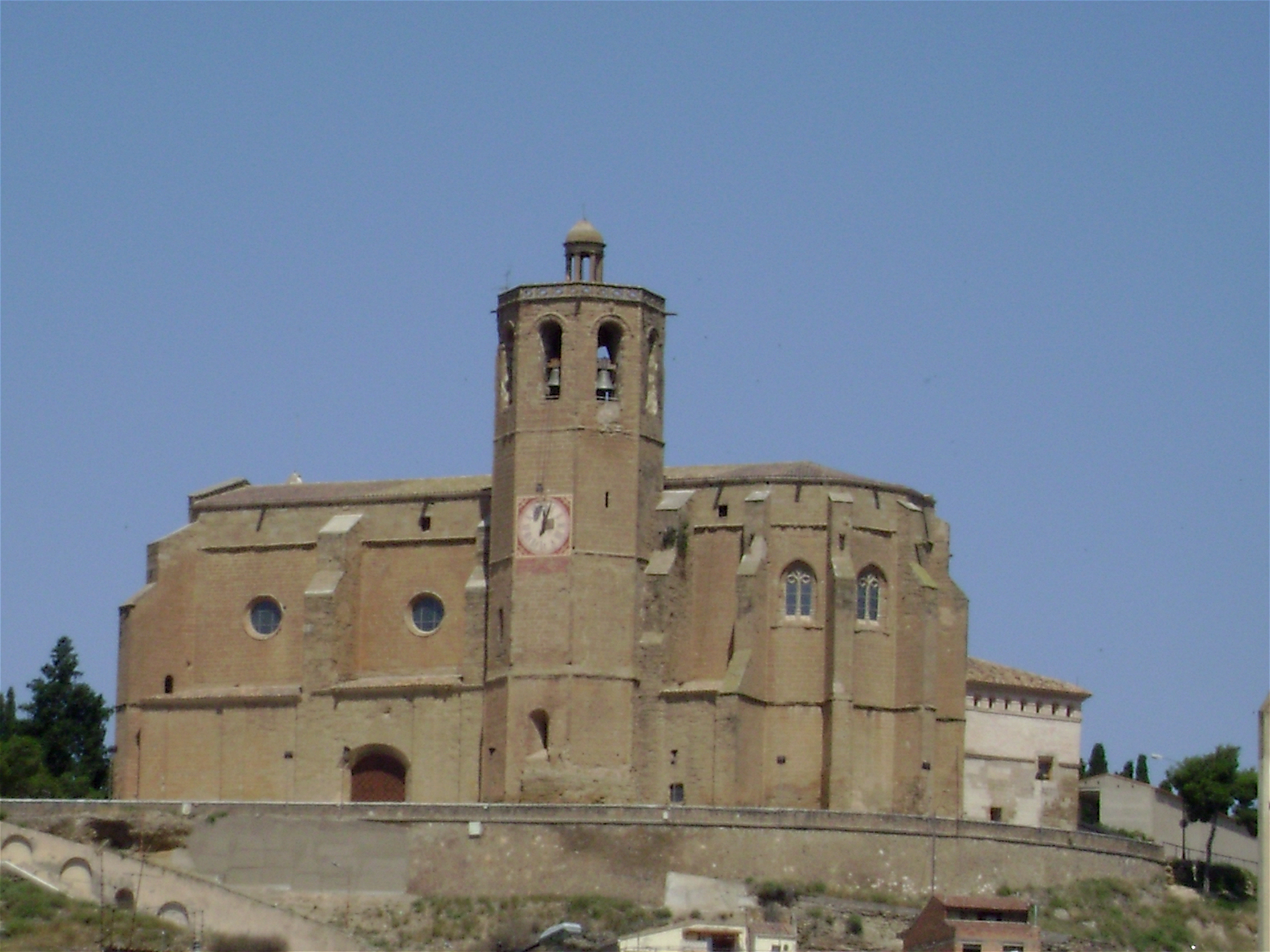
Vista general
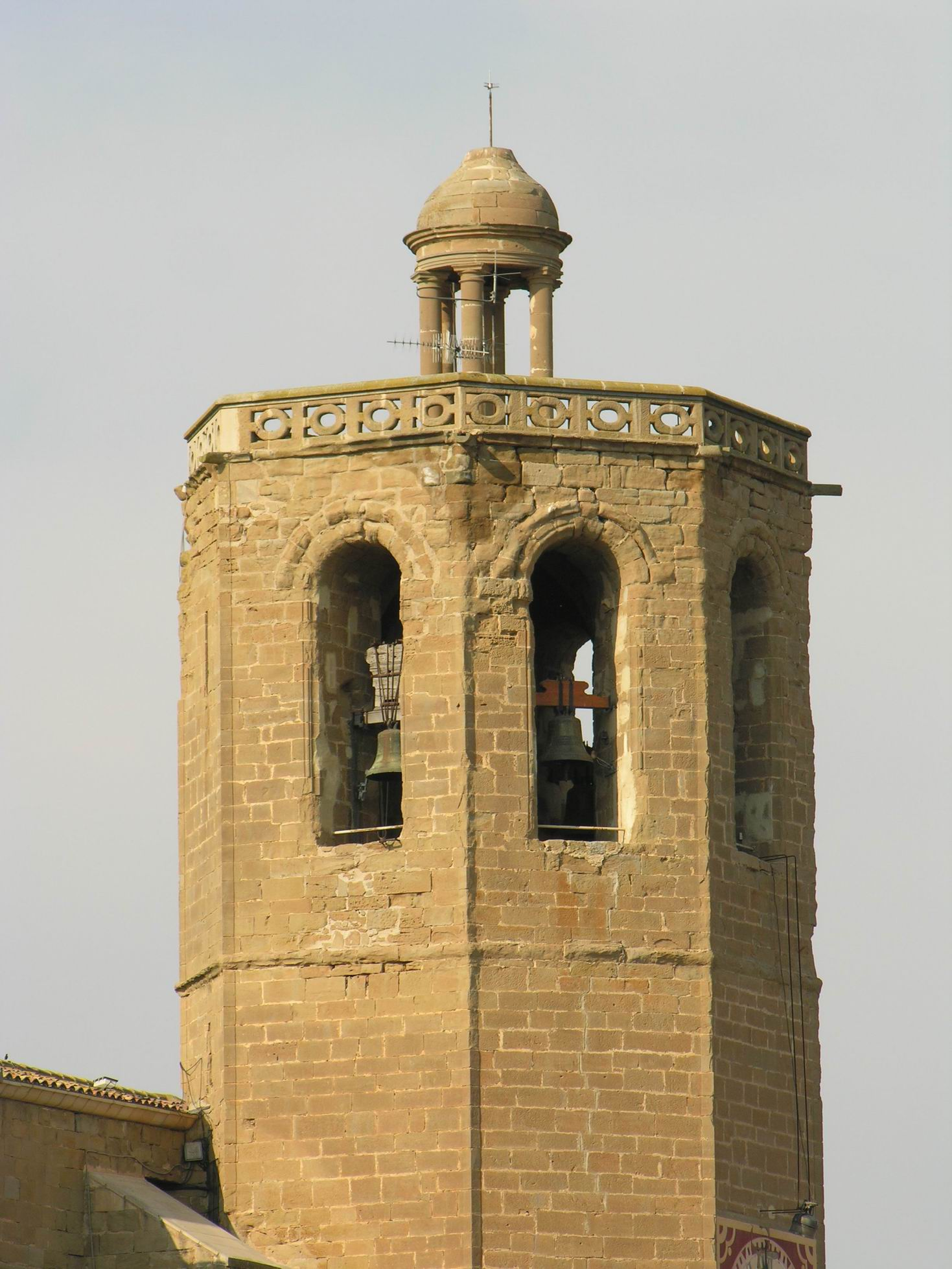
Detalle del campanario
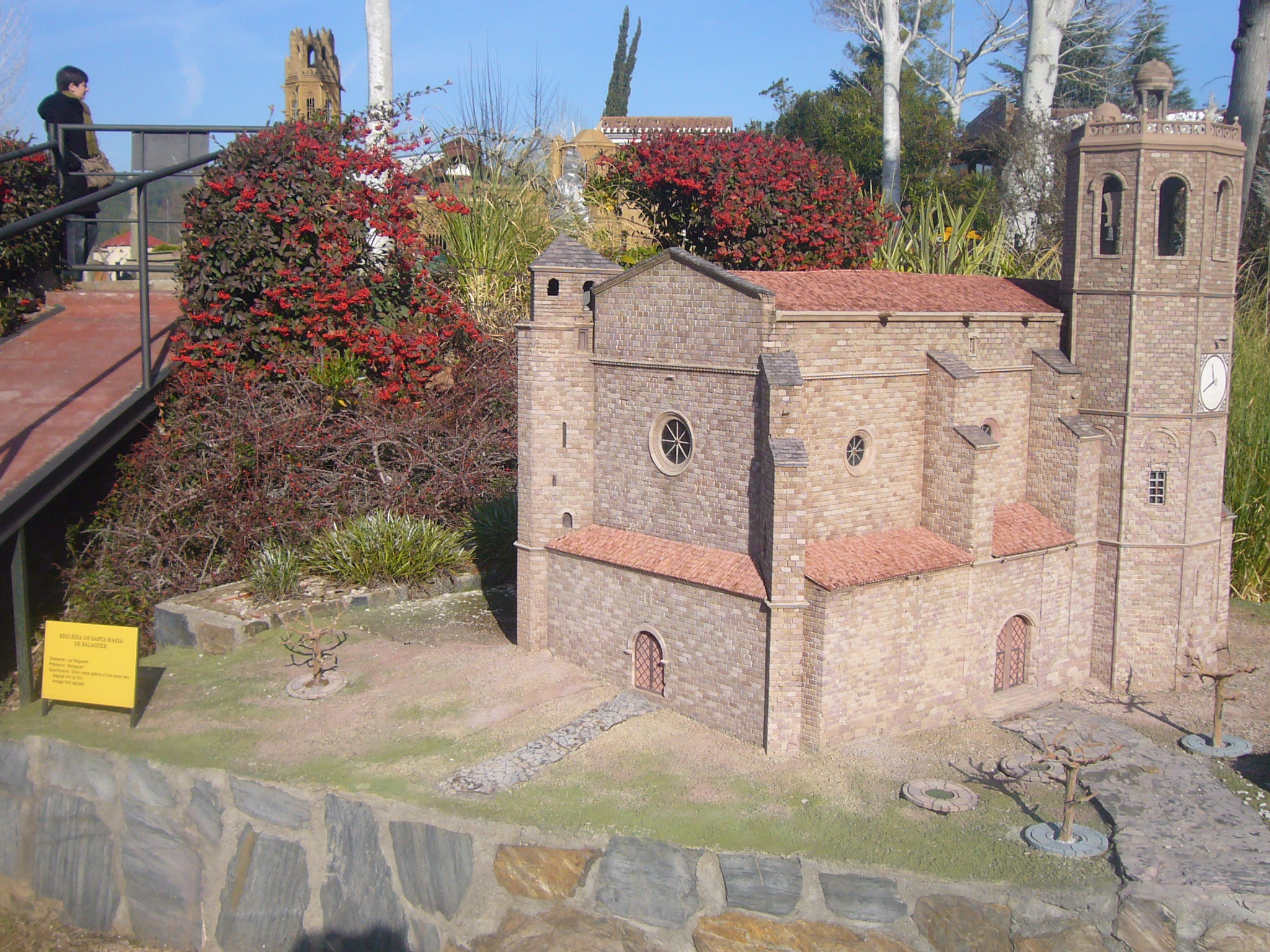
Maqueta presente en Cataluña en Miniatura

## Historia
Los orígenes de la iglesia de Santa Maria pueden situarse en 1189, cuando Armengol VIII firmó un documento que otorgaba unos terrenos para la construcción de una nueva iglesia junto a la de Sant Miquel, hoy inexistente. Pero como ésta todavía se utilizaba, así como la parroquia de San Salvador, las obras de Santa María no empezaron hasta 1351, gracias a un donativo de 30.000 sueldos barceloneses por parte del rey Pedro el Ceremonioso.
Se desconoce su proceso constructivo, pero hay noticias de que en 1392 ya se instalaron las dos primeras campanas, lo que indica que el campanario debió estar terminado para esa fecha. También se tiene noticia de una reunión celebrada allí, presidida por el conde Jaime II de Aragón, en 1413, para decidir las medidas a adoptar debido al asedio de Balaguer por Fernando de Antequera, lo que presupone la existencia de una nave ya cubierta. A mediados del siglo XVI se realizó la última fase constructiva de las obras, después de más de un siglo de paralización. Por último, el 24 de febrero de 1558 fue consagrada y dedicada a Santa María. En 1575 pasó a ser la parroquia de Balaguer. Después de la desamortización, fue convertida en cuartel y prisión (1836). El culto fue restaurado en 1881, pero en 1923 volvió a utilizarse como prisión, al igual que durante el período 1936-39.